# Piscina Azur de Prípiat

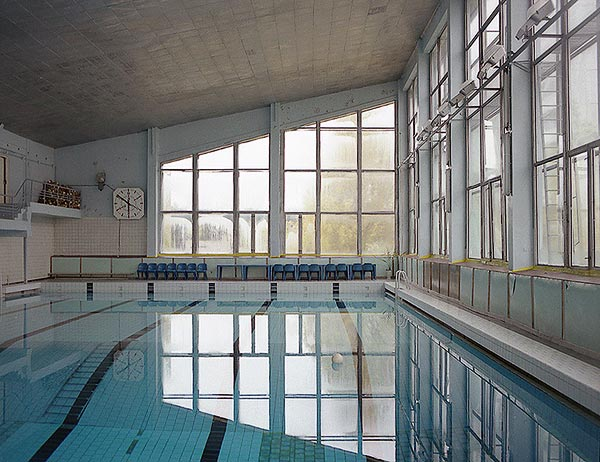
Estado de la piscina en 1996

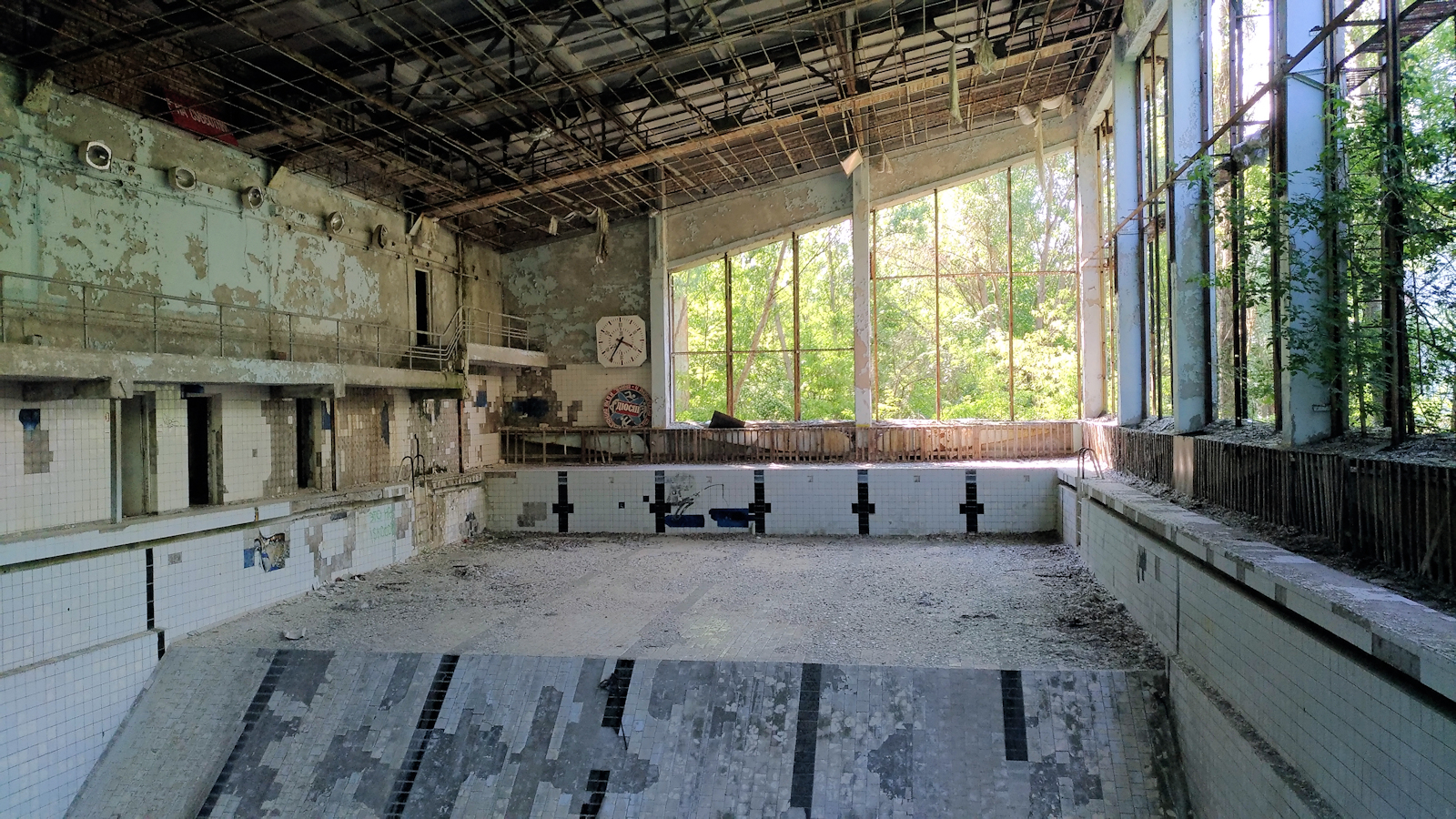
Estado de la piscina en 2019

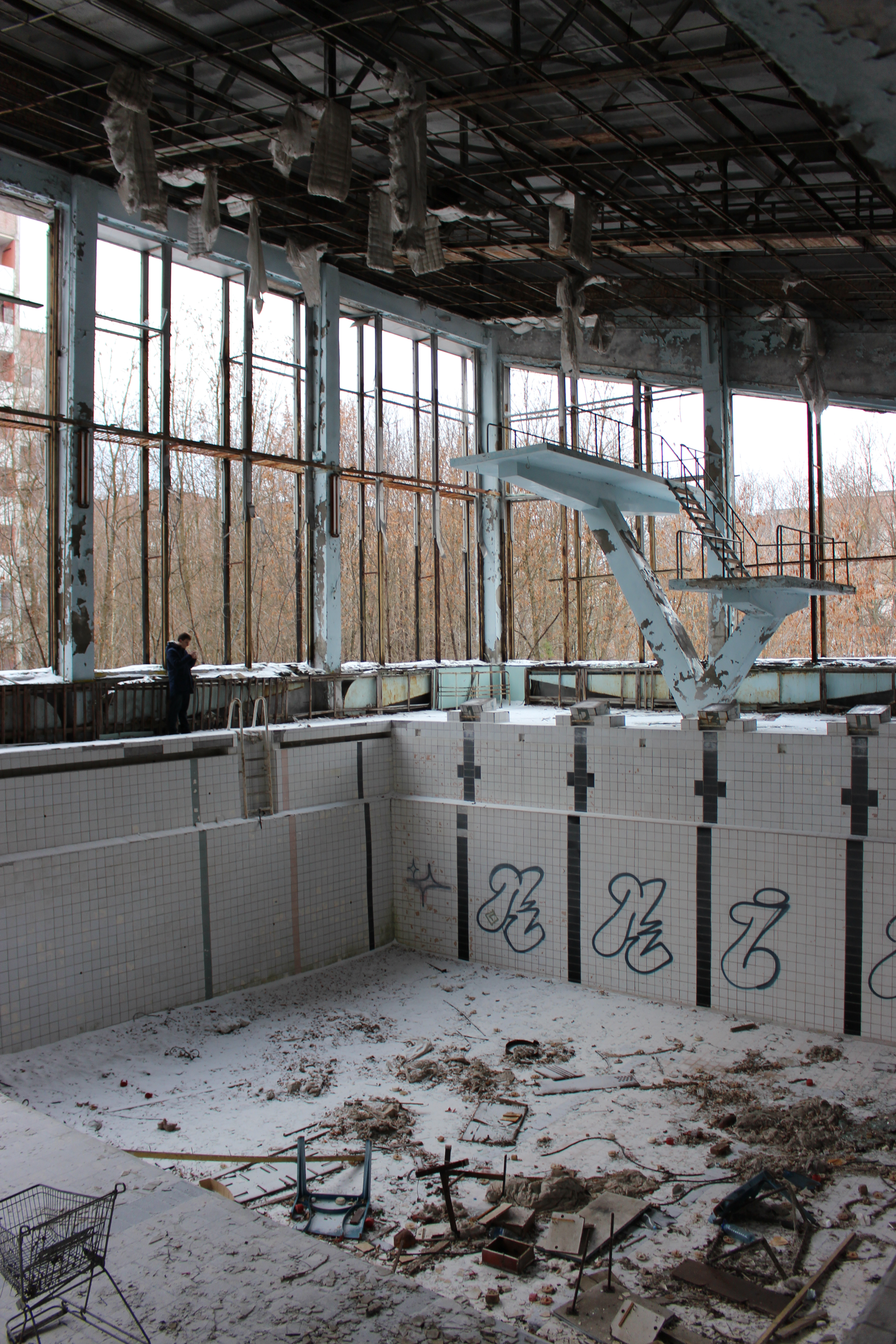
Parte honda de la piscina

La piscina Azur o Azul (en ucraniano: Басейн Лазурний, transl.: Baseyn Lazurnyy; y en ruso: Бассейн Лазурный, transl.: Bassein Lazurniy) es una piscina cubierta localizada en Prípiat, Óblast de Kiev; localidad abandonada a raíz del desastre de Chernóbil.
El recinto está ubicado en vul. Sportyvna, 24.

## Historia
Fue construida en los años 70 y estuvo en funcionamiento hasta 1998, doce años después del accidente. Durante aquel tiempo, las instalaciones de la piscina fueron utilizadas por los liquidadores.
A pesar de los altos niveles de radiación del área, la piscina está considerada uno de los puntos más limpios de la ciudad, sin embargo, tanto esta como la cancha de baloncesto adyacente está en un avanzado estado de deterioro.

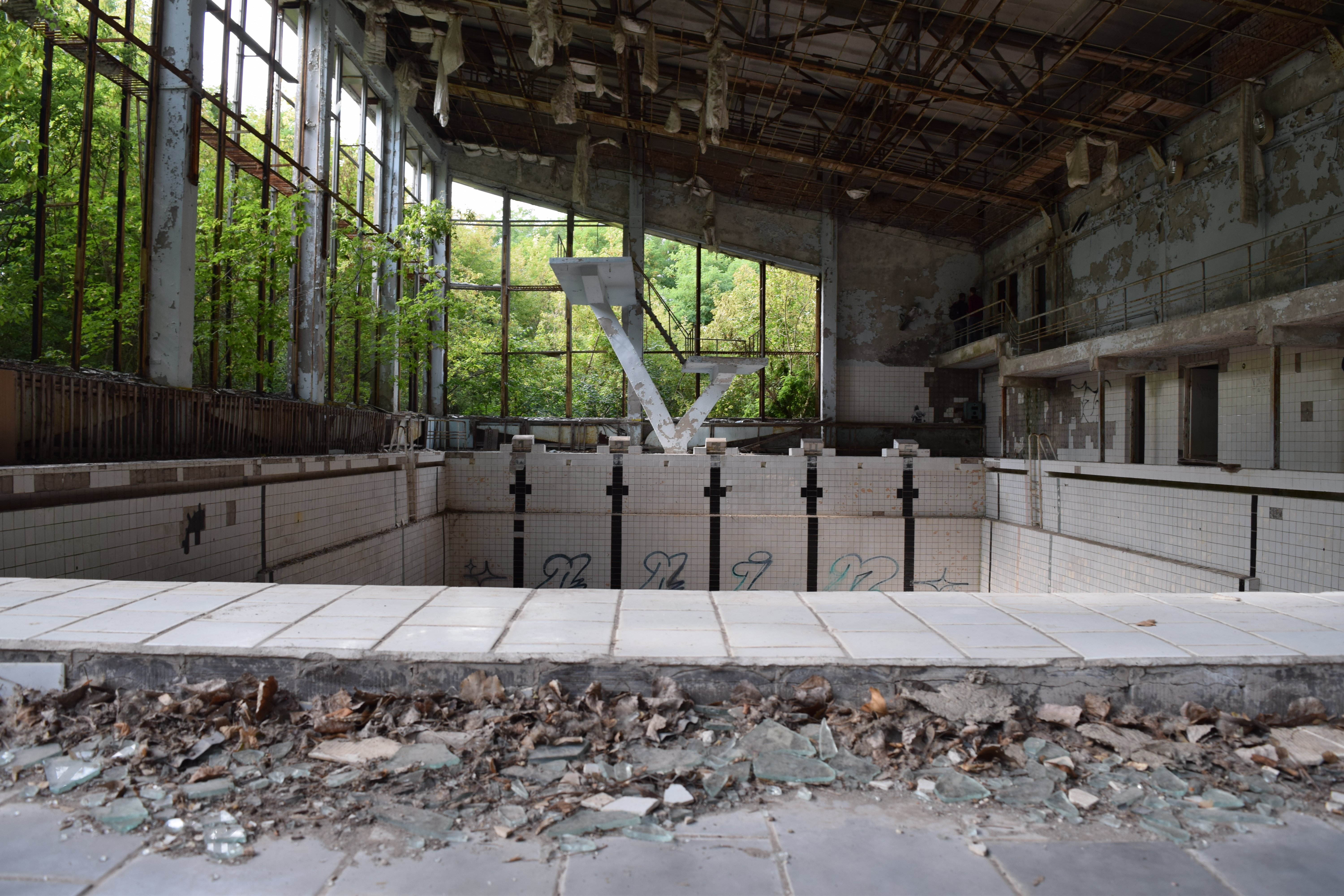
Piscina azur de Prípiat